# ロケットエンジンノズル

Figure 1: ラバール・ノズルの流れの模式図。緑から赤にかけ流れの方向に速度が増加する。

ロケットエンジンノズル(rocket engine nozzle)とはプロペリング・ノズルの一種で、ロケットエンジンにおいては推進剤の燃焼による燃焼ガスを膨張・加速しノズルから超音速で噴出するために通常ラバール・ノズルが使用される。

## 歴史
ラバールノズルは近代ロケットの父の一人であるロバート・ゴダードが開発した初期のロケットエンジンに初めて使用された。その後の多くのロケットはこの概念を使用し、ヴァルター・ティール(Walter Thiel)によってドイツのV2ロケットに搭載された。

## ノズル形状と大気圧

上から
1.不足膨張
2.適正
3.過膨張
4.剥離
の状態

### 低高度での使用
大気圏内で使用するロケットエンジンのノズルの最適なサイズは排出圧力が高度と共に下がる外部の気圧と等しくなる大きさである。ロケットが地球から軌道へ飛行する時に単純な設計のノズルでは、一定の高度、即ちある適当な外部圧力に対して効率が最大となるので、ほとんどの行程ではノズル効率は低くなる。
もし、ノズルから離脱する噴流の圧力が大気圧よりも高い場合は'不足膨張'と呼ばれ、もし大気圧よりも低い場合は'過膨張'である。
不足膨張の場合効率が下がるが、それ以外はほとんど影響が無い。一方、過膨張として設計された場合、噴流の圧力が大気圧の約40%となる条件で'流れの剥離'が発生する。この場合、噴流が不安定になりノズルに損害を与え機体やエンジンの制御が困難になる。
信頼性や安全性の理由によりロケットエンジンは地上で点火され軌道まで使用されることが望まれる。多くの事例では適切な圧力は大気圧であるが、打ち上げ時の推力の殆どを固体ブースターによって確保する場合、メインエンジンには過膨張ノズルが採用される。これはH-IIAやスペースシャトルのメインエンジンで用いられ、これらの水素エンジンは専らブースターが切り離される高度以上の大気圧で最適となるよう設計される。

### 高高度での使用
高高度における真空状態で使用されるノズルでは、大気圧、すなわち真空に合わせた膨張比のノズルは不可能(膨張比が無限大、つまり無限長のノズルが必要)だが、ノズル開口比が大きいほど効率は高い。一方、長いノズルは機体が重くなる。よって、機体全体の性能を最適化する必要がある。更にノズル内のガスの温度が下がることにより排出されるガスの一部は(燃焼過程でできる水蒸気のように)凍結する。これは好ましくなく回避する必要がある。
上記を勘案し、最近では伸展ノズル（英: Expanding nozzle）が利用されるケースが多い。つまり、真空中にあわせたノズルを設計し、多段にして折りたたんで下段と結合する。下段切り離し後にノズルは延ばされ駆動状態となって点火される。一例としてアメリカのRL-10B-2(デルタIVロケット)、日本のM-Vの第三段(M-34)とキックステージ(KM-V1、2)がある。RL-10B-2の場合、上流のエンジン側ノズルは再生冷却ノズル、下流がアブレーション、輻射冷却の炭素複合樹脂製である。開口比は250を超える。ただし、RL-10B-2の伸展ノズルは全長を縮めるための技術である。
また、下段に対しても高度によってノズルの開口比を変化させる方式として、伸展ノズルのほか、デュアル･ベルノズルが研究されている。デュアル･ベルノズルは膨張率の異なるベルノズルを二つ多段とすることで、高い外部圧力の場合には上流の開口比が小さいノズルで膨張させ(下流の高膨張ノズルとの境目でガスが剥離する)、高度が高くなると外部圧力にしたがってノズルが全ノズル内部で膨張するようになり、結果的に正味の開口比が大きくなって効率を高めることができる。
ラバール・ノズルを使用せずにエアロスパイクノズルを使用すれば、燃焼ガスの膨張の大部分を外気に接触した状態で行なうことによって、自動的に燃焼ガスを大気圧に等しくなるまで膨張させられる。
その他電気推進を中心に、マグネティックノズル(一例として可変比推力磁気プラズマロケット)が検討されている。プラズマまたはイオンの流れを固体材料の代わりに磁場で壁を形成する事で制御する。磁場自体は100万ケルビンのプラズマで溶融しない為、固体材料よりも優位性がある。しかし、コイルの熱の問題があり、超伝導コイルの使用が検討されている。